# Sicherungsbrille

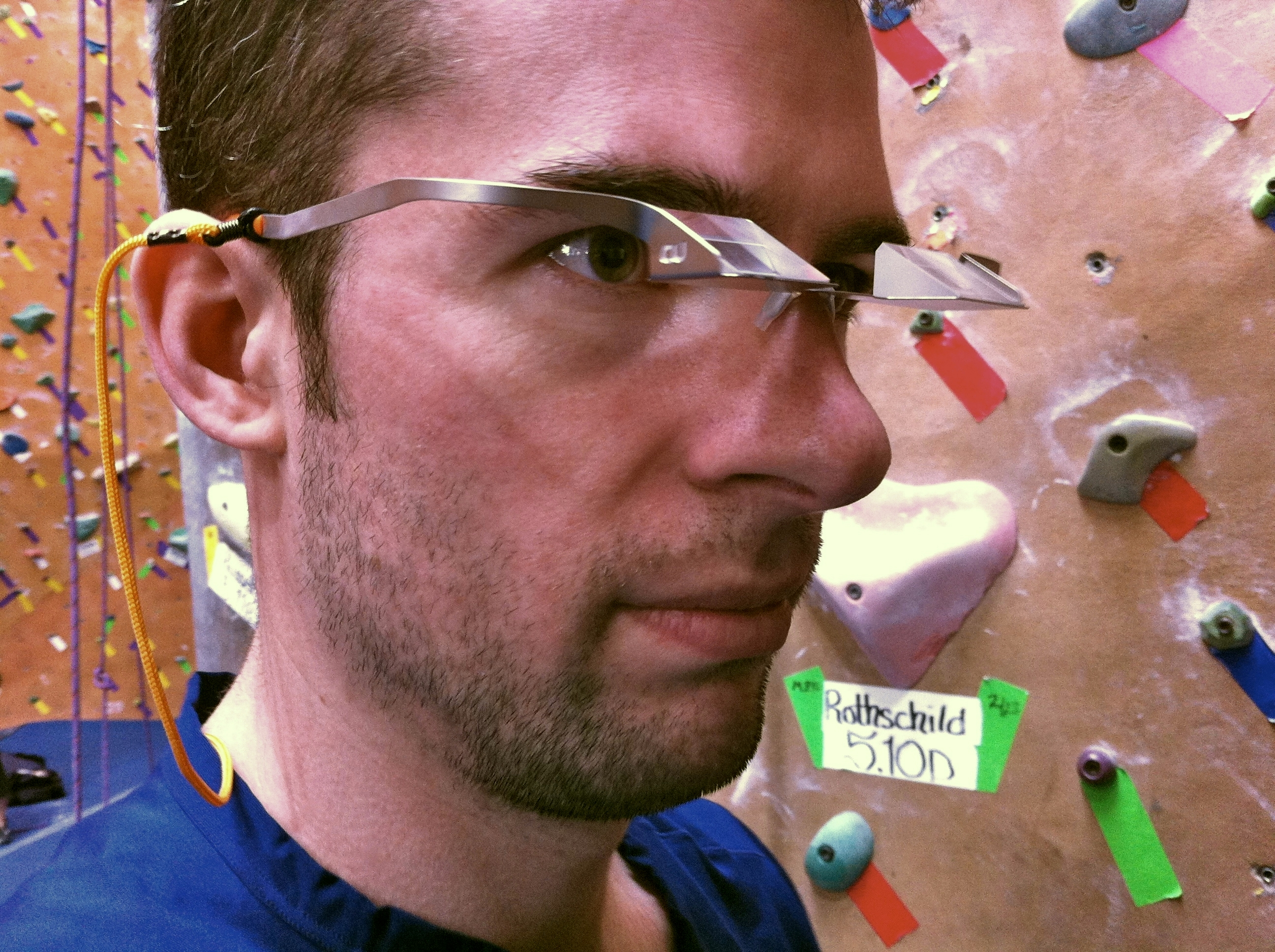
Kletterer mit Sicherungsbrille

Eine Sicherungsbrille ist eine seit 2008 erhältliche spezielle Form der Prismenbrille, die im Sportklettern eingesetzt wird. Sie ermöglicht es der sichernden Person, ihren Partner während des Kletterns zu beobachten, ohne dabei die Halswirbelsäule überstrecken zu müssen. Bereits 2003 wurde im Hinblick auf die Schmerzprophylaxe bei Kletterern der Einsatz einer Kopfstütze zur Entlastung der Halswirbelsäule diskutiert.

## Prinzip
Die Sicherungsbrille funktioniert mit Reflexionsprismen, wie auch die Liegebrille und die Umkehrbrille. Während letztere das Bild auf den Kopf stellt, wird bei der Sicherungs- und der Liegebrille der Strahlengang um 60° nach oben bzw. unten abgelenkt, ohne Drehung oder Spiegelbildlichkeit. Dazu befindet sich vor jedem Auge ein Bauernfeind-Prisma.

## Anwendung
Mit der Brille wird der Blick des Sichernden nach oben umgelenkt, sodass dieser nach oben schauen kann, ohne den Kopf in den Nacken zu legen. Dadurch kann eine Hyperlordisierung der Halswirbelsäule (HWS) und somit Nackenschmerzen vermieden werden.
Nachteilig ist gegebenenfalls die Einschränkung des Gesichtsfeldes nach oben durch die vorgegebene Größe der Prismen. Dieser Effekt erfordert eine anfängliche Eingewöhnungszeit.
Vorrangig wurde die Sicherungsbrille entwickelt, um den Sichernden beim länger andauernden Sichern des Seilpartners zu entlasten. Aufgrund der zunehmenden Steilheit und Länge der Routen in den heutigen Kletterhallen fand die Sicherungsbrille vorrangig Einsatz beim Hallenklettern, inzwischen wird sie aber auch zunehmend beim Sportklettern am Fels verwendet. Die ersten Sicherungsbrillen wurde von dem deutschen Sportkletterer Albi Schneider 2007 entwickelt und auf der ISPO 2008 mit einem Outdoor Award ausgezeichnet.